# Nowa Brama w Słupsku
Nowa Brama w Słupsku – zabytkowa, ceglana brama miejska w Słupsku stojąca na osi ulicy Nowobramskiej, w zachodniej części Starego Miasta. Wraz z fragmentem ceglanych murów oraz barokowym hełmem stanowi jeden z najbardziej typowych elementów architektury miasta.

## Historia

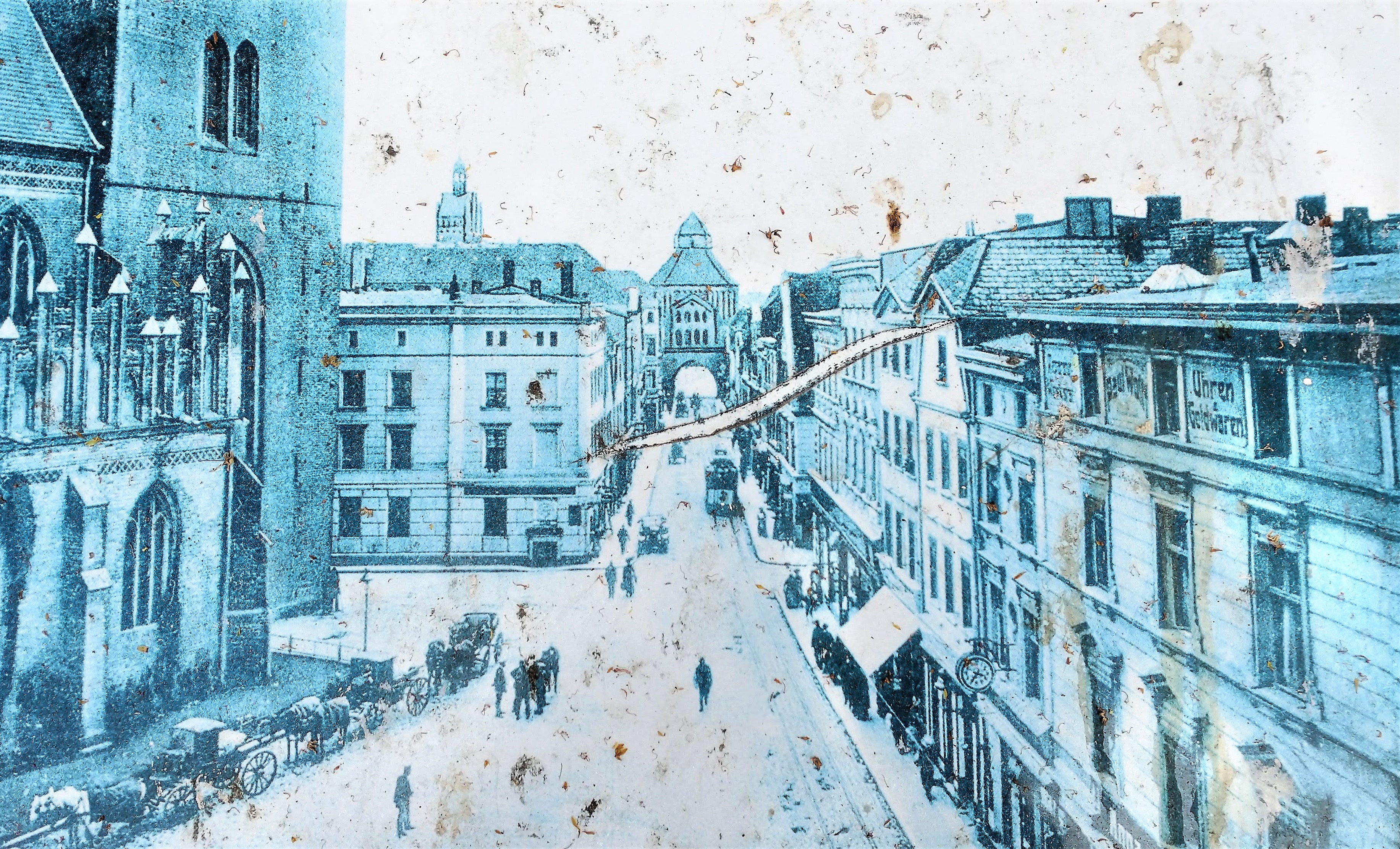
Ulica Nowobramska i brama około 1915

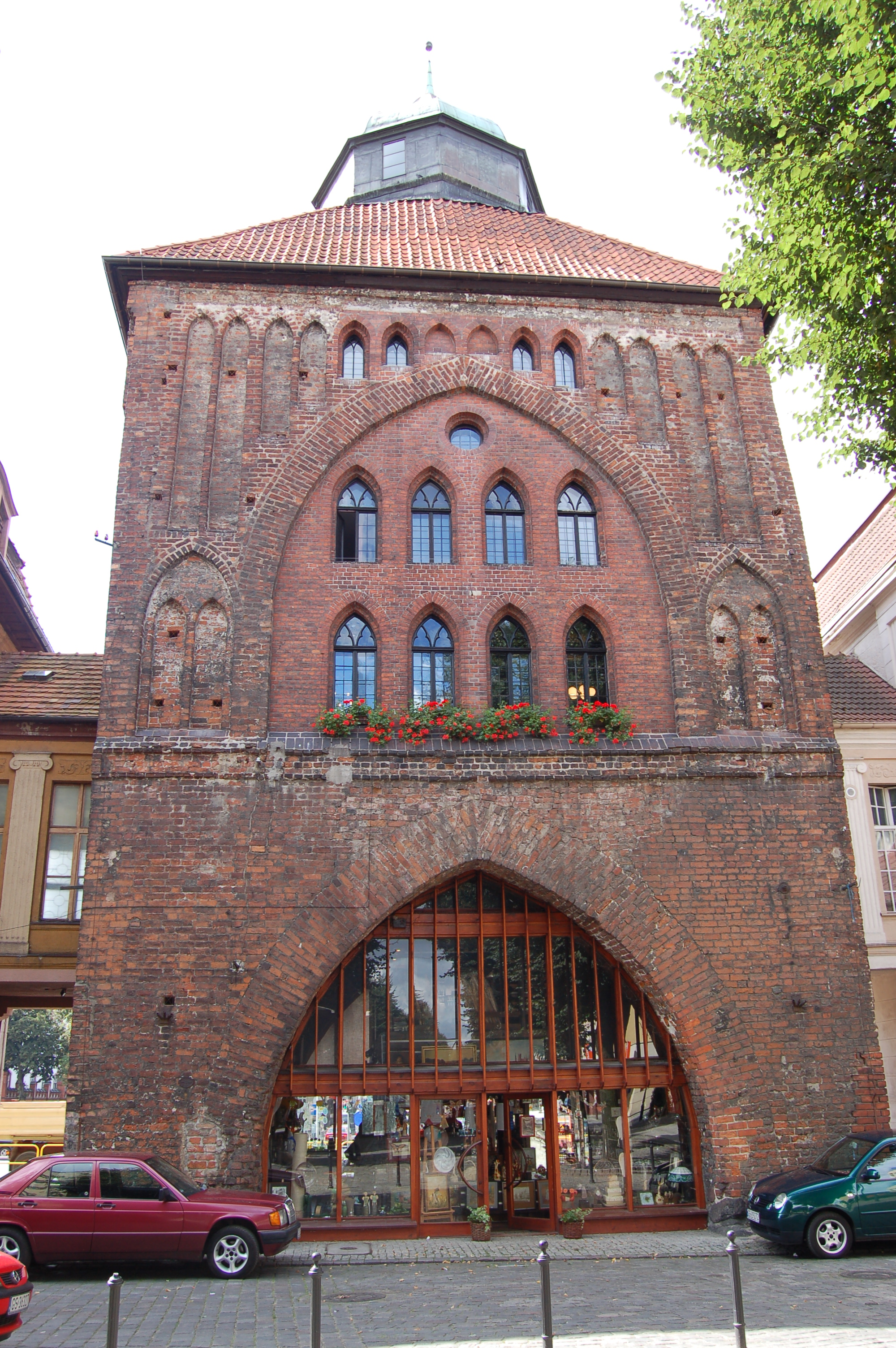
Widok od wschodu (od strony Starego Miasta)

W średniowieczu do Słupska wjazd wprowadzały cztery bramy, z których zachowały się tylko dwie: Młyńska (od południa i Gdańska) oraz Nowa (od zachodu: Sławna, Darłowa i Szczecina).
W 1325 wspomniana została w dokumentach drewniana palisada otaczająca miasto. Wkrótce potem powstały obwarowania kamienno-ceglane i pierwsze dwie bramy: Młyńska i Holstenów. Brama Nowa powstała później. Wskazuje na to nie tylko jej nazwa, ale też konstrukcja oraz układ przestrzenny przylegającej doń zabudowy. W pierwszej połowie XIV wieku powstały najpewniej dolne partie obiektu z ostrołukowym przejazdem na osi i słowiańskim, czyli wendyjskim wątku scalania cegieł. Kondygnacja górna została dobudowana później. W latach 1380–1385 nadbudowano piętra do wysokości obecnego gzymsu wieńczącego. Około 1441 zamurowano ostrołukowy otwór od strony miasta. W połowie XIV wieku dostawiono do budowli murowane przedbramie. W 1477 uszkodzeniu w wyniku pożaru uległy szczyty i dwuspadowy dach. Około 1650 obiekt zwieńczono barokowym hełmem. W 1724 bramę nakryto czterospadowym dachem namiotowym z latarnią. Od 1724 do 1755 funkcjonowało tutaj więzienie z domem pracy przymusowej, w którym osadzeni trudnili się przędzeniem wełny. Umieszczano w nim żebraków, włóczęgów i Cyganów. W 1836 doszło do poszerzenia osi przejazdu. Odnowiono wówczas również elewację zachodnią. Od połowy XIX wieku do około roku 1914 działały tu warsztaty wojskowe.
W 1924 bramę restaurowano i umieszczono w niej Muzeum Regionalne. Eksponowano w nim zbiory stowarzyszenia historyczno-krajoznawczego działającego w Słupsku od 1906. Mimo podpalenia miasta przez Sowietów w 1945 budynek ocalał, ale ze zbiorów zachowało się jedynie 10% kolekcji. Muzeum działało w tej lokalizacji do 1965, kiedy to ekspozycję przeniesiono do Zamku Książąt Pomorskich, który został wtedy wyremontowany.

## Architektura
Obiekt jest masywną budowlą, na planie prostokąta. Ma wymiary: 12,3 × 10,5 metra oraz wysokość 16,8 metra. Elewację zachodnią w górnej części ozdobiono siedmioma płycinami, z których dwie mają otwory okienne. Bramę zwieńczono fryzem. Kondygnacja dola jest oddzielona od górnej poziomym, gładkim pasem. Część ta ma ostrołukowy otwór przejazdowy, który po II wojnie światowej został przeszklony. Po bokach całość wzmocniona jest skarpami. Elewacja wschodnia, od strony Starego Rynku, ma w górnej części zamurowany otwór ostrołukowy, wraz z oknami i szereg wąskich wnęk, także zwieńczonych ostrołukowo. Elewacje boczne ozdobione są dekoracyjnym fryzem i rządem blend z ostrymi łukami.

## Turystyka
Obiekt znajduje się na Europejskim Szlaku Gotyku Ceglanego. Zlokalizowano w nim galerię sztuki i sklep z plastyką współczesną.